# Dano De Falco
Dano De Falco (ur.  1943, Rovetta) – włoski brydżysta z tytułem World Grand Master w kategorii Open (WBF) oraz European Grand Master i  European Champion w kategorii Open (EBL).
Dano De Falco w latach 2006–2012 był wielokrotnie coutchem drużyn kobiecych Włoch.

## Wyniki brydżowe

### Olimpiady
Na olimpiadach uzyskał następujące rezultaty:
| Olimpiady brydżowe. Zawody teamów | Olimpiady brydżowe. Zawody teamów | Olimpiady brydżowe. Zawody teamów    | Olimpiady brydżowe. Zawody teamów | Olimpiady brydżowe. Zawody teamów | Olimpiady brydżowe. Zawody teamów |
| Rok                               | Miejsce                           | Zawody                               | Kategoria                         | Drużyna                           | Pozycja                           |
| --------------------------------- | --------------------------------- | ------------------------------------ | --------------------------------- | --------------------------------- | --------------------------------- |
| 2002                              | Salt Lake City                    | 4. Mistrzostwa o Wielką Nagrodę MKOL | Open                              | Italy                             | 3                                 |
| 2000                              | Lozanna                           | 3. Mistrzostwa o Wielką Nagrodę MKOL | Open                              | Italy                             | 2                                 |
| 2000                              | Maastricht                        | 11. Olimpiada Brydżowa               | Open                              | Italy                             | 1                                 |
| 1992                              | Salsomaggiore                     | 9. Olimpiada Teamów                  | Open                              | Italy                             | 11                                |
| 1988                              | Wenecja                           | 8. Olimpiada Teamów                  | Open                              | Italy                             | 5                                 |
| 1984                              | Seattle                           | 7. Olimpiada Teamów                  | Open                              | Italy                             | 5                                 |

### Zawody światowe
W światowych zawodach zdobył następujące lokaty:
| Mistrzostwa Świata. Konkurencja teamów | Mistrzostwa Świata. Konkurencja teamów | Mistrzostwa Świata. Konkurencja teamów  | Mistrzostwa Świata. Konkurencja teamów | Mistrzostwa Świata. Konkurencja teamów | Mistrzostwa Świata. Konkurencja teamów |
| Rok                                    | Miejsce                                | Zawody                                  | Kategoria                              | Drużyna                                | Pozycja                                |
| -------------------------------------- | -------------------------------------- | --------------------------------------- | -------------------------------------- | -------------------------------------- | -------------------------------------- |
| 2011                                   | Veldhoven                              | 40. Mistrzostwa Świata Teamów           | Trans                                  | Italia Vinci                           | 47                                     |
| 2010                                   | Filadelfia                             | 13. Seria Mistrzostw Świata             | Miksty                                 | Cayne                                  | 23                                     |
| 2010                                   | Filadelfia                             | 13. Seria Mistrzostw Świata             | Seniorzy                               | Lavazza                                | 17                                     |
| 2007                                   | Szanghaj                               | 38. Mistrzostwa Świata Teamów           | Trans                                  | Leonina                                | 92                                     |
| 2007                                   | Szanghaj                               | 38. Mistrzostwa Świata Teamów           | Seniorzy                               | Italy                                  | 5                                      |
| 2006                                   | Werona                                 | 12. Mistrzostwa Świata                  | Seniorzy                               | Romanin                                | 36                                     |
| 2005                                   | Estoril                                | 37. Mistrzostwa Świata Teamów           | Seniorzy                               | Italy                                  | 11                                     |
| 2003                                   | Monte Carlo                            | 36. Mistrzostwa Świata Teamów           | Trans                                  | Arnaboldi                              | 50                                     |
| 2001                                   | Paryż                                  | 35. Mistrzostwa Świata Teamów           | Open                                   | Italy                                  | 4                                      |
| 2000                                   | Southampton                            | 34. Mistrzostwa Świata Teamów           | Trans                                  | De Falco                               | 8                                      |
| 2000                                   | Southampton                            | 34. Mistrzostwa Świata Teamów           | Open                                   | Italy                                  | 5                                      |
| 1998                                   | Lille                                  | 10. Mistrzostwa Świata                  | Open                                   | Burgay                                 | 17                                     |
| 1997                                   | Hammamet                               | 33. Mistrzostwa Świata Teamów           | Trans                                  | Burgay                                 | 1                                      |
| 1996                                   | Rodos                                  | 1. Mistrzostwa Świata Teamów Mikstowych | Miksty                                 | Burgay                                 | 28                                     |
| 1994                                   | Albuquerque                            | 9. Mistrzostwa Świata                   | Open                                   | Burgay                                 | 17                                     |
| 1983                                   | Sztokholm                              | 26. Mistrzostwa Świata Teamów           | Open                                   | Italy                                  | 2                                      |
| 1982                                   | Biarritz                               | 6. Mistrzostwa Świata                   | Open                                   | Barbone                                | 6                                      |
| 1979                                   | Rio de Janeiro                         | 24. Mistrzostwa Świata Teamów           | Open                                   | Italy                                  | 2                                      |
| 1974                                   | Wenecja                                | 20. Mistrzostwa Świata Teamów           | Open                                   | Italy                                  | 1                                      |

| Mistrzostwa Świata. Konkurencja par | Mistrzostwa Świata. Konkurencja par | Mistrzostwa Świata. Konkurencja par | Mistrzostwa Świata. Konkurencja par | Mistrzostwa Świata. Konkurencja par | Mistrzostwa Świata. Konkurencja par |
| Rok                                 | Miejsce                             | Zawody                              | Kategoria                           | Partner                             | Pozycja                             |
| ----------------------------------- | ----------------------------------- | ----------------------------------- | ----------------------------------- | ----------------------------------- | ----------------------------------- |
| 2010                                | Filadelfia                          | 13. Mistrzostwa Świata              | Miksty                              | Patricia Cayne                      | 104                                 |
| 2006                                | Werona                              | 12. Mistrzostwa Świata              | Seniorzy                            | Guido Resta                         | 9                                   |
| 1994                                | Albuquerque                         | 9. Mistrzostwa Świata               | Open                                | Leandro Burgay                      | 12                                  |

| Mistrzostwa Świata. Konkurencja indywidualna | Mistrzostwa Świata. Konkurencja indywidualna | Mistrzostwa Świata. Konkurencja indywidualna | Mistrzostwa Świata. Konkurencja indywidualna | Mistrzostwa Świata. Konkurencja indywidualna | Mistrzostwa Świata. Konkurencja indywidualna |
| Rok                                          | Miejsce                                      | Zawody                                       | Kategoria                                    | Pozycja                                      |                                              |
| -------------------------------------------- | -------------------------------------------- | -------------------------------------------- | -------------------------------------------- | -------------------------------------------- | -------------------------------------------- |
| 2004                                         | Werona                                       | 6. Indywidualne Mistrzostwa Świata           | Open                                         | 44                                           |                                              |
| 2000                                         | Ateny                                        | 5. Indywidualne Mistrzostwa Świata           | Open                                         | 16                                           |                                              |
| 1994                                         | Paryż                                        | 2. Indywidualne Mistrzostwa Świata           | Open                                         | 42                                           |                                              |

### Zawody europejskie
W europejskich zawodach zdobył następujące lokaty:
| Zawody europejskie. Konkurencja teamów | Zawody europejskie. Konkurencja teamów | Zawody europejskie. Konkurencja teamów | Zawody europejskie. Konkurencja teamów | Zawody europejskie. Konkurencja teamów | Zawody europejskie. Konkurencja teamów |
| Rok                                    | Miejsce                                | Zawody                                 | Kategoria                              | Drużyna                                | Pozycja                                |
| -------------------------------------- | -------------------------------------- | -------------------------------------- | -------------------------------------- | -------------------------------------- | -------------------------------------- |
| 2013                                   | Ostenda                                | 6. Otwarte Mistrzostwa Europy          | Open                                   | Smispi                                 | 94                                     |
| 2009                                   | Paryż                                  | 8. Puchar Europy                       | Open                                   | Allegra - Italy                        | 7                                      |
| 2009                                   | San Remo                               | 4. Otwarte Mistrzostwa Europy          | Open                                   | Lavazza                                | 97                                     |
| 2009                                   | San Remo                               | 4. Otwarte Mistrzostwa Europy          | Miksty                                 | Calandra                               | 17                                     |
| 2007                                   | Wrocław                                | 6. Puchar Europy                       | Open                                   | Parioli - Italy                        | 1                                      |
| 2007                                   | Antalya                                | 3. Otwarte Mistrzostwa Europy          | Miksty                                 | Hammerli                               | 17                                     |
| 2007                                   | Antalya                                | 3. Otwarte Mistrzostwa Europy          | Seniorzy                               | Ricciarelli                            | 5                                      |
| 2005                                   | Teneryfa                               | 2. Otwarte Mistrzostwa Europy          | Miksty                                 | Goldberg USA                           | 9                                      |
| 2005                                   | Teneryfa                               | 2. Otwarte Mistrzostwa Europy          | Seniorzy                               | Resta                                  | 5                                      |
| 2004                                   | Malmö                                  | 47. Mistrzostwa Europy Teamów          | Seniorzy                               | Italy                                  | 6                                      |
| 2003                                   | Mentona                                | 1. Otwarte Mistrzostwa Europy          | Open                                   | Angelini2-Fan                          | 55                                     |
| 2003                                   | Mentona                                | 1. Otwarte Mistrzostwa Europy          | Miksty                                 | Soroldini                              | 5                                      |
| 2002                                   | Ostenda                                | 7. Mistrzostwa Europy Mikstów          | Miksty                                 | Burgay                                 | 32                                     |
| 2001                                   | Teneryfa                               | 45. Mistrzostwa Europy Teamów          | Open                                   | Italy                                  | 1                                      |
| 2000                                   | Bellaria                               | 6. Mistrzostwa Europy Mikstów          | Miksty                                 | Lavazza                                | 12                                     |
| 1999                                   | Malta                                  | 44. Mistrzostwa Europy Teamów          | Open                                   | Italy                                  | 1                                      |
| 1998                                   | Akwizgran                              | 5. Mistrzostwa Europy Mikstów          | Miksty                                 | Bonori                                 | 18                                     |
| 1994                                   | Barcelona                              | 3. Mistrzostwa Europy Mikstów          | Miksty                                 | Burgay                                 | 17                                     |
| 1993                                   | Mentona                                | 41. Mistrzostwa Europy Teamów          | Open                                   | Italy                                  | 10                                     |
| 1992                                   | Ostenda                                | 2. Mistrzostwa Europy Mikstów          | Miksty                                 | Burgay                                 | 37                                     |
| 1990                                   | Bordeaux                               | 1. Mistrzostwa Europy Mikstów          | Miksty                                 | Di Martino                             | 13                                     |
| 1989                                   | Turku                                  | 39. Mistrzostwa Europy Teamów          | Open                                   | Italy                                  | 9                                      |
| 1985                                   | Salsomaggiore                          | 37. Mistrzostwa Europy Teamów          | Open                                   | Italy                                  | 10                                     |
| 1983                                   | Wiesbaden                              | 36. Mistrzostwa Europy Teamów          | Open                                   | Italy                                  | 2                                      |
| 1981                                   | Birmingham                             | 35. Mistrzostwa Europy Teamów          | Open                                   | Italy                                  | 5                                      |
| 1979                                   | Lozanna                                | 34. Mistrzostwa Europy Teamów          | Open                                   | Italy                                  | 1                                      |
| 1973                                   | Ostenda                                | 30. Mistrzostwa Europy Teamów          | Open                                   | Italy                                  | 1                                      |

| Zawody europejskie. Konkurencja par | Zawody europejskie. Konkurencja par | Zawody europejskie. Konkurencja par | Zawody europejskie. Konkurencja par | Zawody europejskie. Konkurencja par | Zawody europejskie. Konkurencja par |
| Rok                                 | Miejsce                             | Zawody                              | Kategoria                           | Partner                             | Pozycja                             |
| ----------------------------------- | ----------------------------------- | ----------------------------------- | ----------------------------------- | ----------------------------------- | ----------------------------------- |
| 2013                                | Ostenda                             | 6. Otwarte Mistrzostwa Europy       | Open                                | Cornel Teodorescu                   | 104                                 |
| 2007                                | Antalya                             | 3. Otwarte Mistrzostwa Europy       | Seniorzy                            | Guido Resta                         | 13                                  |
| 2007                                | Antalya                             | 3. Otwarte Mistrzostwa Europy       | Miksty                              | Gabriella Olivieri                  | 3                                   |
| 2005                                | Teneryfa                            | 2. Otwarte Mistrzostwa Europy       | Mikst                               | Gabriella Olivieri                  | 184                                 |
| 2005                                | Teneryfa                            | 2. Otwarte Mistrzostwa Europy       | Seniorzy                            | Guido Resta                         | 17                                  |
| 2003                                | Mentona                             | 1. Otwarte Mistrzostwa Europy       | Mikst                               | Gabriella Olivieri                  | 325                                 |
| 2003                                | Mentona                             | 1. Otwarte Mistrzostwa Europy       | Open                                | Nicola Del Buono                    | 49                                  |
| 2002                                | Ostenda                             | 7. Mistrzostwa Europy Mikstów       | Mikst                               | Gabriella Olivieri                  | 19                                  |
| 2001                                | Sorrento                            | 11. Mistrzostwa Europy Par          | Open                                | Guido Ferraro                       | 3                                   |
| 2000                                | Bellaria                            | 6. Mistrzostwa Europy Mikstów       | Mikst                               | Sara Cividin De Sario               | 134                                 |
| 1999                                | Warszawa                            | 10. Mistrzostwa Europy Par          | Open                                | Guido Ferraro                       | 31                                  |
| 1996                                | Monte Carlo                         | 4. Mistrzostwa Europy Mikstów       | Mikst                               | Carla Gianardi                      | 59                                  |
| 1995                                | Rzym                                | 8. Mistrzostwa Europy Par           | Open                                | Leandro Burgay                      | 245                                 |
| 1994                                | Barcelona                           | 3. Mistrzostwa Europy Mikstów       | Miksty                              | Isabella Cocilovo                   | 352                                 |
| 1992                                | Ostenda                             | 2. Mistrzostwa Europy Mikstów       | Mikst                               | Marisa D’Andrea Baffi               | 9                                   |
| 1991                                | Montecatini                         | 6. Mistrzostwa Europy Par           | Open                                | Leandro Burgay                      | 30                                  |

## Klasyfikacja
- Dano De Falco – klasyfikacja WBF (ang.)
- Dano De Falco – klasyfikacja EBL (ang.)